# Iwan d’Asch
Iwan Fiodorowicz d’Asch (ros. Иван Фёдорович д'Aш; Johann Friedrich von Asch; ur. 1726, zm. 1807) – dyplomata rosyjski z rodziny baronów niemieckich ze Śląska, która od czasów Piotra I pozostawała w służbie rosyjskiej. W 1768 roku uzyskał polski indygenat.
Pracował w ambasadzie Rosji w Wiedniu, następnie przeniesiono go do ambasady w Warszawie, gdzie został jej sekretarzem. Podczas insurekcji kościuszkowskiej roku 1794 internowany. Po upadku powstania został ministrem-rezydentem Rosji w Warszawie, którym pozostał do III rozbioru Polski (1795).